# NGC 2797
NGC 2797 este o intermediate spiral galaxy⁠(d) situată în constelația Racul. A fost descoperită în 15 martie 1866 de către Heinrich Louis d'Arrest.